# Distenia bougainvilleana
Distenia bougainvilleana es una especie de escarabajo longicornio del género Distenia, categorizada en la tribu Disteniini, de la orden Coleoptera. Fue descrita por Schwarzer en 1923.

## Descripción
Mide 14-18 mm de longitud.

## Distribución
Se distribuye por Islas Salomón y Papúa Nueva Guinea.